# ممنوع (فیلم ۱۹۴۹)
ممنوع (انگلیسی: Forbidden) یک فیلم به کارگردانی جرج کینگ است که در سال ۱۹۴۹ منتشر شد. از بازیگران آن می‌توان به داگلاس مونتگومری و هیزل کورت اشاره کرد.